# 絶叫キャンプ レイクボトム
『絶叫キャンプ レイクボトム』（Camp Lakebottom）はカナダのコメディアニメ。湖畔のキャンプ場で様々な超常現象や騒動に巻き込まれながらも、気のいいモンスターたちと過ごす少年少女の夏休みを描く。2013年7月4日よテレトゥーンにて放送開始したのち現在に至る。同年7月13日、アメリカ合衆国ではディズニーXDにて放送開始。日本においては2014年2月18日にディズニーXDにて放送開始。

## あらすじ
夏休みのはじまり、キャンプ場に向かう少年マギーがキャンプ・サニースマイルズのオーナーの息子バットスクアットの嫌がらせにより辿り着いたのは、サニースマイルズと湖をはさんで対岸にあるキャンプ・レイクボトムだった。眼前にひろがるおそろしげな光景、そしてモンスターたちと遭遇したマギーは同じバスに乗っていたグレッチェンとスクワートとともにレイクボトムを脱出するが、サニースマイルズに到着すると、バットスクアットたちイジメっ子からさらなる嫌がらせを受ける。そこで助けに現れたのはレイクボトムから追いかけてきたゾンビをはじめとするモンスターたちだった。彼らの優しさを知ったマギー、グレッチェン、スクワートは、キャンプ・レイクボトムに戻り、ゾンビのソーヤー、ビッグフットのアーマンド、食事係のローズバッドたちと楽しく夏休みを過ごすことにする。

## 登場人物

### レギュラー
マギー(McGee)
声  - スコット・マッコード / 日本語版 - 田谷隼
主人公。レイクボトムのキャンパーたちの中ではリーダー格。明るく前向きで、ときに負けず嫌い。機転がきき、彼の立てた計画が事態の解決につながることも多い。トラブルメーカーであり、彼の行動が事件の引き金になることが多い。
グレッチェン・グライチェルソン(Gretchen Grietchelson)
声  - メリッサ・アルトロ / 日本語版 - 菊池こころ
格闘技大会で優勝する実力者。マギーと息のあった連携プレイを見せる。冷静で少々シニカルなツッコミ役だが自分を抜いてミス・オールウェイズサニーに選ばれたスージーをライバル視する一面も。
スクワート(Squirt)
声  - ダレン・フロスト / 日本語版 - 宮本崇弘
マイペースでのんびりしているが、常人には予想のつかない行動をとることもある。レイクボトム周辺に生息する奇妙な生物たちに名前をつけては心を通わせている。鼻がきくので追跡・探索の際に頼りになる。
ソーヤー(Sawyer)
声  - クリフ・サンダース / 日本語版 - 多田野曜平
レイクボトムのキャンプカウンセラーをつとめるゾンビ。面倒見がよく親切。首や腕など身体のパーツがよくはずれるが、元に戻すことができる。左手のツールは取り替えが可能で、確認されているのはチェーンソー、ラバーカップ、フライ返し、ロープつきフック、釣り竿、網、蓄音機、マイク、レンチ、グローブ、ボールの遊具、ホーン、引っ掛け棒、懐中電灯、モップなど。
アーマンド(Armand)
声  - エイドリアン・トラス / 日本語版 - 武田幸史
レイクボトムのスタッフで、絵画や楽器、手芸、演劇、ダンスといった芸術に理解あるビッグフット。詩的な表現を用いて話す。毛皮は衣服のように着脱される。
ローズバッド(Rosebud)
声  - ジョナサン・ウィルソン / 日本語版 - 田中英樹
主にレイクボトムの食事係を担当する女性。料理の内容は奇抜そのもの。作中で人間かモンスターかは明確に言及されていないが、マギーには初対面時に山姥と評される。
ジョーダン・バットスクアット(Jordan Buttsquat)
声  - カーター・ヘイデン / 日本語版 - 立岡耕造
キャンプ・サニースマイルズのオーナーの息子とマギーの大敵。マギーたちをダサダサ軍団と呼び、最新鋭の機器を用いて何かとちょっかいを出すが、エピソードの終わりには「仕返ししてやるー！」と帰っていくのがお約束となっている（例外もある）。
スージー(Suzi)
声  - ブリン・マクオーレイ / 日本語版 - 壹岐紹未
マギーの姉。ミス・オールウェイズサニー（ミス・サニースマイルズとも）に選ばれている。レイクボトマーズと対立するが、マギーはスージーを姉として大切に思っている。

### サブキャラクター・ゲストキャラクター
スライミー(Slimey)
湖に潜む、巨大な水棲生物。吸盤のある触手を何本も持つが、全貌は明かされていない。初登場時はマギー達を襲うが、その後は打ち解けた様子。
オーティス
ローズバットの用意した朝食のオートミールだが意思をもって動く。スクワートになつき、皿ごと帽子のようにして頭上におさまる。
パンツちゃん
スクワートが大切にしているパンツ。ローズバットの洗剤によって他の洗濯物とともに命を与えられ、レイクボトムへの襲撃を開始する。
ヒルさま
世界征服をたくらむヒルのモンスター。寄生した相手を操ることができる。
オールド・トゥースィー
湖に巣食う巨大魚。
ウェブスター
巨大蜘蛛の子供。スクワートになつく。蜘蛛が苦手なマギーとは反りが合わないが、スクワートを助けるためには協力もする。
ニワトリ人間
昔、家畜のニワトリに襲われた農夫が半分人間、半分ニワトリのモンスターとなった姿。ニワトリ人間に呪いをかけられた者もまたニワトリ人間へと変身する。
パパノーム
レイクボトムのノーム人形たちのリーダー。右目からビームを放ち、相手を石化する。
クマちゃん
バットスクアットが大切にしていたクマのぬいぐるみ。湖に捨てられるが打ち寄せられ拾われたのち、目が合った者に催眠術をかけて魅了するようになる。
ピンキー
ピンク色の巨大アルマジロ。
ケヴィン
一つ目のカエル。
修理屋フランキー
マギーたちによって息を吹き込まれたフランケンシュタイン風のモンスター。司会者の脳、リスの脳、腐ったピクルスが頭に詰め込まれている。補強テープであらゆる物を修理していく。
コウモリウサギ
白いウサギにコウモリの羽が生えたような生物。噛まれた者はウサギの歯がはえ、目は赤く充血し、空飛ぶキャンパイアとなって人を襲う。キャンパイアはコウモリウサギの姿に変身することも可能。
イティビティカス
ミノタウロスの戦士。雪山の氷の中に閉じ込められていた。かわいらしい外見のため甘く見られがちだが癇癪持ちで好戦的。所持する剣には雪や氷を自由自在に操る力がある。
シマリスモンスター
絶叫島に生息している。一見、普通のシマリスだが大きな口と牙を持ち、マギーたちを襲撃する。
パーマダクティル
巨大な怪鳥。モンスターたちが空からやってくるパーマダクティルに心からの感謝と歓迎の気持ちを示せば、褒美に最高のプレゼントが入った卵をもらえるとされている。
スージーの分身たち
スージーがレイクボトム近くの泥沼に落ちたあと、そこから泥でできたスージーの分身が延々と生まれるようになった。元となったスージーと一緒にワガママぶりを発揮し、マギーたちを翻弄する。

## 用語
キャンプ・レイクボトム

キャンプ・サニースマイルズ

ぐらぐら岩

ふきだし山

絶叫島

ブリブリ・デー
羽飾りと鳥のフンで祝う、レイクボトムの毎年の伝統行事。史上最高に豪華で盛大なモンスターのお祭りと評される。
マーシュ草原
あたり一面にマシュマロが自生している草原。ここのマシュマロを食べるとマシュマロおできに罹り、おできを引っ掻くと膿が飛び散り、マシュマロが増殖する。

## エピソード
日本語版では、毎回のエピソードで中央部分に現れる絵の左上にタイトル（『絶叫～』）が、右下に各話のサブタイトルが表示される。

### シーズン1
| 話数 | サブタイトル                                            | 原題                                                             | 放送日         | 放送日         |
| 話数 | サブタイトル                                            | 原題                                                             | カナダの旗     | 日本の旗       |
| ---- | ------------------------------------------------------- | ---------------------------------------------------------------- | -------------- | -------------- |
| 1    | レイクボトムへようこそ! / レイクボトムは最高!           | Escape From Camp Lakebottom / Rise of the Bottom Dwellers        | 2013年 7月4日  | 2014年 2月18日 |
| 2    | パンツは親友? / ヒルさま万歳!                           | Late Afternoon of the Living Gitch / Mindsuckers From the Depths | 7月11日        | 2月25日        |
| 3    | 巨大魚オールド・トゥースィー / クモクモ・パニック!      | Jaws of Old Toothy / Arachnattack                                | 7月18日        | 2月25日        |
| 4    | ニワトリ人間の呪い / ノームを取り戻せ!                  | Cluck of the Were-Chicken / Gnome Force                          | 7月25日        | 3月4日         |
| 5    | 邪悪なクマちゃん / レイクボトム・レース                 | Terror From the Toybox / Slimeball Run                           | 9月12日        | 3月11日        |
| 6    | 恐怖のステージ / 修理屋フランキー                       | Stage Fright / Frankenfixe                                       | 8月1日         | 3月18日        |
| 7    | キャンパイアの呪い / イティビティカスの剣               | Bite of the Buttsquat / Sword of Ittibiticus                     | 9月26日        | 3月25日        |
| 8    | シマリス恐怖症 / 恐怖のブリブリ・デー                   | Cheeks of Dread / Doo Doo Doomsday                               | 8月15日        | 4月1日         |
| 9    | 恐怖のマシュマロ / スージーがいっぱい!                  | Marshmallow Madness / 28 Suzis Later                             | 8月29日        | 4月19日        |
| 10   | 首なし馬に気をつけろ! / レイクボトムの底の底            | It's a Headless Horse, Man / Voyage to the Bottom of the Deep    | 10月3日        | 7月25日        |
| 11   | ブラッディー・マーティー / 恐怖の草刈り男               | Bloody Marty / Ghost in the Mower                                | 10月24日       | 8月1日         |
| 12   | パイレーツ・オブ・レイクボトム / メガスクワート大暴れ!  | Pirates of Ickygloomy / Attack of the 50-Foot Squirt             | 10月17日       | 8月8日         |
| 13   | グレッチェンは女王!? / 疑惑のスライミー                 | Are You My Munny? / Slimey Come Home                             | 2014年 7月17日 | 8月15日        |
| 14   | 遭難は友情の始まり? / アーマンドはスパイ?               | Trouble in Spit Creek / The Spy Who Quatched Me                  | 7月3日         | 8月22日        |
| 15   | キャンプに災難アリ? / ビッグフットオタクの陰謀          | Ants in My Camp / Fanboy Freakout                                | 7月10日        | 8月29日        |
| 16   | 僕はいたずら王! / いとしのゾンビママ                    | Pranks for Nothing / Zombie Dearest                              | 7月17日        | 9月5日         |
| 17   | エイリアンを助け出せ! / ティキ像の呪い                  | McGee T. / The Great Tiki Hunt                                   | 7月24日        | 9月12日        |
| 18   | ミクロの大冒険 / 闇のサル                               | Buttastic Journey / Monkey See, Monkey Kung Fu                   | 9月4日         | 9月19日        |
| 19   | 魔法の鉛筆 / パワースクアット                           | Red Drawn / Pandora's Jock                                       | 9月11日        | 9月26日        |
| 20   | 美少女グレッチェン / 料理なんて簡単!?                   | Ring Around the Gretchen / Chili Con Carnage                     | 9月18日        | 10月3日        |
| 21   | 大昔にタイムスリップ!? / キャプテン・ウィグリーの秘宝   | Valley of the Iguanasquat / The Legend of Wiggly's Gold          | 9月25日        | 10月10日       |
| 22   | スーパーヒーローに大変身! / 鼻水モンスターをやっつけろ! | The Superfantastic Mega-Buds / It Came from My Nose              | 10月2日        | 10月17日       |
| 23   | かわいいマーメイド / 「スペース・スクリーム」に夢中!    | McGee the Mermaid / Welcome to Buttcon                           | 10月9日        | 10月24日       |
| 24   | カウボーイVSアライグマ / 悪夢の夢食い虫                 | High Plains Garbage Eater / Dream a Little Scream                | 10月16日       | 10月31日       |
| 25   | スージーへの誕生日プレゼント / ゲーム・オーバー!?       | Camp Plantbottom / Game Over                                     | 10月23日       | 11月7日        |
| 26   | ゼンマイ仕掛けのタイムマシン / 恐怖の館へようこそ!      | Clockwork Slime / Ride the Haunted Howler                        | 10月30日       | 11月14日       |

### シーズン2
| 話数 | サブタイトル                                      | 原題                                                           | 放送日        | 放送日         |
| 話数 | サブタイトル                                      | 原題                                                           | カナダの旗    | 日本の旗       |
| ---- | ------------------------------------------------- | -------------------------------------------------------------- | ------------- | -------------- |
| 27   | 不思議の国のマギー / 恋する泥人形                 | Adventures in Bottomland / Golem My Way                        | 2015年 3月2日 | 2015年 4月21日 |
| 28   | じゃがいも王国 / ローズバッドの秘密               | S.P.U.D.S. / Monster Hunters R Us                              | 3月9日        | 4月28日        |
| 29   | 恐怖のゴルフ大会 / ソーヤーの同級生               | Golfadoom (Unfairway of Doom) / There Is Something About Mamba | 3月16日       | 5月5日         |
| 30   | 踊って!ビッグフット / 友達の友達は友達            | Eclipsalypso / Apocalypse Squirt                               | 3月23日       | 5月12日        |
| 31   | ピザが食べたい! / アクションフィギュアを取り返せ! | The Itchy Witchy Pizza Project / Breakout from Buttvault B     | 3月30日       | 5月12日        |
| 32   | モンスターたちを守れ! / 野獣の宴                  | Scare-a-Normal Activity / Beast Feast                          | 3月30日       | 5月19日        |
| 33   | ピエロに気をつけろ! / スライムパニック!           | Big Top Terror / Slimal Fear                                   | 7月8日        | 8月26日        |
| 34   | お化けの友達 / 映画を撮ろう!                      | Who's Ghouling Who? / The Abominable Dr. Squatch               | 7月15日       | 9月2日         |
| 35   | ケンカはやめよう! / サニーボトムの戦い            | Schwampbillies / Remember Fort Sunny Bottom                    | 7月22日       | 9月9日         |
| 36   | シラミ退治! / 魔法のペンダント                    | Seven Foot Itch / Being McGee                                  | 7月29日       | 9月16日        |
| 37   | 怒りのカーレース / ナニーって何?                  | Messie Bessie / Nanny Num Nums                                 | 8月5日        | 9月23日        |
| 38   | パパとママが来た! / ゾンビスカウト                | Pod Parents / Zombie Scouts                                    | 8月12日       | 9月30日        |
| 39   | 恐怖の小屋 / レイクボトマーを解放せよ!            | Cabin Fever / It's a Horrible Life                             | 8月19日       | 10月7日        |
| 40   | バードウォッチングは最高! / ソーヤーは芸術家      | Bird Brains / The Real Vincent                                 | 8月19日       | 10月14日       |
| 41   | ロックスターへの道 / 幸運のお守り                 | McCrossroads / Lucky Duck                                      | 8月20日       | 10月21日       |
| 42   | ねたみ虫パニック! / マギーとドラゴン              | When Suzis Attack / How to Potty Train Your Dragon             | 8月24日       | 10月28日       |
| 43   | しゃっくりで大騒ぎ / ブギーマンを読まないで       | Hiccups / Boogeyman Fever                                      | 8月26日       | 10月11日       |
| 44   | 恐怖クラブ / さすらいのマギー                     | Fright Club / Bottom Dome                                      | 8月28日       | 10月25日       |
| 45   | スクワートの旅立ち / エイリアンと戦え!            | The Day Squirt Stood Still / Anti-Gravity                      | 2016年 3月4日 | 2016年 5月12日 |
| 46   | メリー・イークマス! / イークマスの精霊            | Slaybells / Smells Like The Holidays                           | ????          | ????           |
| 47   | 死神キャンパー / 恐怖の人形                       | Last Days / Knock On Wood                                      | ????          | ????           |
| 48   | 落とし穴に注意 / ゴールデントマトを守れ!          | Duh'Rehka / Chore Leave                                        | ????          | ????           |
| 49   | 氷の女王スージー / アーマンドを愛するスパイ       | Ice Queen / Live And Let Squatch                               | ????          | ????           |
| 50   | 歯の妖精 / 女王蜂グレッチェン                     | Tooth Troll / Hive and Seek                                    | ????          | ????           |
| 51   | タイムツリー / ソーヤー・バージョンアップ         | Slugfight at Bottom Gulch / I Zomborg                          | ????          | ????           |
| 52   | くっついちゃった! / ワイルドになろう!             | Head Two Head / The Last of the Wild                           | ????          | ????           |

### シーズン3 (日本未放送)
シーズン3の日本版は放送未定。
| 話数 | 原題                                                                     | 放送日     | 放送日   |
| 話数 | 原題                                                                     | カナダの旗 | 日本の旗 |
| ---- | ------------------------------------------------------------------------ | ---------- | -------- |
| 53   | Sweat, Hot Lakebottom Summer / The S'mogre                               | ????       | ???      |
| 54   | Camp Lockdownbottom / All You Need Is Larva                              | ????       | ???      |
| 55   | Meet the Gretch's Parents / Now With 100% More Portal                    | ????       | ???      |
| 56   | Lakebo-Tron / Rise of the Dawn of the Beginning of the Planet of Armand! | ????       | ???      |
| 57   | McGee's First Flush / House of Ear Wax                                   | ????       | ???      |
| 58   | Butt-Squad / You Sank My Battle-Squirt!                                  | ????       | ???      |
| 59   | I, Rodent / Undies Cover of the Night                                    | ????       | ???      |
| 60   | Afterlife of the Party / F.L.O.P.P.Y the Elephant                        | ????       | ???      |
| 61   | The Lakebottom House of Horrors! Mwa Ha, Ha!                             | ????       | ???      |
| 62   | Tur-Keepin it Real / Little Saint Nicky                                  | ????       | ???      |
| 63   | Nostril-Damus! / Working Over-Slime                                      | ????       | ???      |
| 64   | The Old Man and the McGee / Operation: McMom                             | ????       | ???      |
| 65   | The Camp Lakebottom Classic                                              | ????       | ???      |